# Гиват-ха-Шлоша

В центре кибуца Гиват ха-Шлоша

Гиват-ха-Шлоша или Гиват-Хашелоша (ивр. גבעת השלושה‎; холм троих) — киббуц и одноимённый поселок в центральной части Израиля, расположенный на шоссе 483 между городами Петах-Тиква и Рош-ха-Айин . Подчиняется региональному совету Дром-ха-Шарон.

## История
Кибуц был создан 1 мая 1925 еврейскими иммигрантами из Польши, членами сионистской молодёжной организации Гехалуц из города Клособах. Назван в память о трёх еврейских рабочих из Петах Тиквы, которые во время Первой мировой войны были обвинены Турцией в шпионаже в пользу Великобритании. Затем они были переведены в тюрьму города Дамаск, где подверглись пыткам и были казнены в 1916 году 
Первоначально кибуц находился в городе Петах-Тиква на пересечении улиц Арлозоров и Цахаль.
Во время британского мандата в Палестине кибуц использовался в качестве учебно-тренировочной базы и для хранения оружия секретной частью Пальмаха. В ходе военной операции «Агата» по поиску участников подпольных сионистских организаций, 29 июня 1946 года британские войска ворвались в кибуц в поисках оружия, но ничего не нашли.
После Второй мировой войны кибуц участвовал в программе Алия молодёжная. Дети из Европы, пережившие Холокост и приехавшие в Палестину в рамках этой программы, проходили в кибуце адаптацию к условиям жизни в новой стране и подготовку к службе в Пальмахе. Участник одной из таких групп, Бени Вирцберг, в книге «Из долины убийства к Вратам в долину» пишет о том, насколько трудно было детям из Европы привыкнуть к новой обстановке. Высокий профессионализм и самоотдача инструкторов, а также доброта и тактичность остальных членов кибуца были причиной успешной адаптации детей:

Эта группа, которая взяла на себя задачу привести в порядок лежащее в руинах детство, вернуть нам веру в человека, вероятно не понимала, насколько велико будет разочарование — в попытке вернуть нас в мир человеческих понятий. Мы попали сюда из мира, суть которого любому нормальному человеку очень трудно уловить. Уже во время первого разговора о выходе на пол дня на работу в поле в нескольких километрах от дома возник ужас, связанный с понятием выхода на работу. Мы почувствовали отвращение в связи с выходом за ворота кибуца, так как глубоко в подсознание до сих пор была врезана надпись, циничная и страшная, как над воротами в Освенцим: «Труд освобождает»
Оригинальный текст (иврит)קבוצה זו שקיבלה על עצמה לשקם חורבות-של-ילדות, להחזיר לנו את האמונה באדם, אולי לא ידעה אותו רגע מה רבות תהיינה האכזבות — בבואם להחזירנו לעולם של מושגי-אנוש. הגענו הנה מעולם אשר כל אדם בריא ברוחו יתקשה מאוד לתפוס את מהותו. כבר בבירור הראשון, שהתקיים בקשר ליציאתנו למחצית-היום לעבוד בשדות מהלך כמה קילומטרים מן הבית, נתעורר הסיוט הקשור במושג זה של יציאה-לעבודה. תועבה גדולה חשנו בקשר ליציאה משער-המשק, כשבדמיוננו חרותה עדיין עמוק-עמוק הכתובת הצינית והאיומה שמעל לשער אושוויץ: "העבודה משחררת"

И далее:

Через несколько недель мы ехали на работу… Мне нравились кибуцники, стоявшие в грузовике вместе с нами, но чувства мои были смешаны… Вдруг мне почудилось, что я вновь еду в немецком грузовике… Куда? В газовую камеру? На «освобождающий труд»? Меня прошиб холодный пот, и я едва не потерял сознание, когда кто-то потряс меня за плечо. «Ты плохо себя чувствуешь?» — спросил друг. Я очнулся. Рядом в машине кибуцники говорили на иврите и на идиш. Нет, уже нечего бояться.
Оригинальный текст (иврит)מקץ כמה שבוﬠות יצאנו לﬠבודה… אהבתי את כל אנשי-הקיבוץ שסבבו אותי ﬠל המשאית, אך כה מﬠורבים חיו רגשותי… לפתﬠ חשתי את ﬠצמי נוסﬠ שוב במשאיות גרמניות… לאן? לתאי-הגזים? ל׳ﬠבודה המשחררת׳? זיﬠח קרה כיסתה את מצחי, ונדמה לי כי הייתי קרוב לשקוﬠ בﬠלפון, כאשר מישהו נגﬠ בכתפי ונﬠנﬠ אותי… "האם אינך מרגיש טוב?" שאלני חבר. התאוששתי. לידנו במכונית חברי משק מדברים ביניהם ﬠברית ואידיש. לא, אין כבר מה לפחד
— «Из долины убийства к Вратам в долину», стр. 147—148
В 1953 году кибуц переехал на своё нынешнее место.

## Население
По данным Центрального статистического бюро Израиля, население на начало 2020 года составляло 870 человек.

## Экономика
Экономика основана на сельском хозяйстве и разведении крупного рогатого скота. Имеются предприятия по изготовлению обуви, сборных металлоконструкций, строительных материалов. На территории расположены кантри-клаб с бассейном, ресторан, магазины.

## Туризм
К северо-востоку от кибуца находится Национальный парк Яркон площадью 1 315 га, на реке Яркон. Вблизи киббуца находятся Антипатрида (Афэк) (остатки древней крепости и Крепость Мигдаль Цедек .

## Транспорт

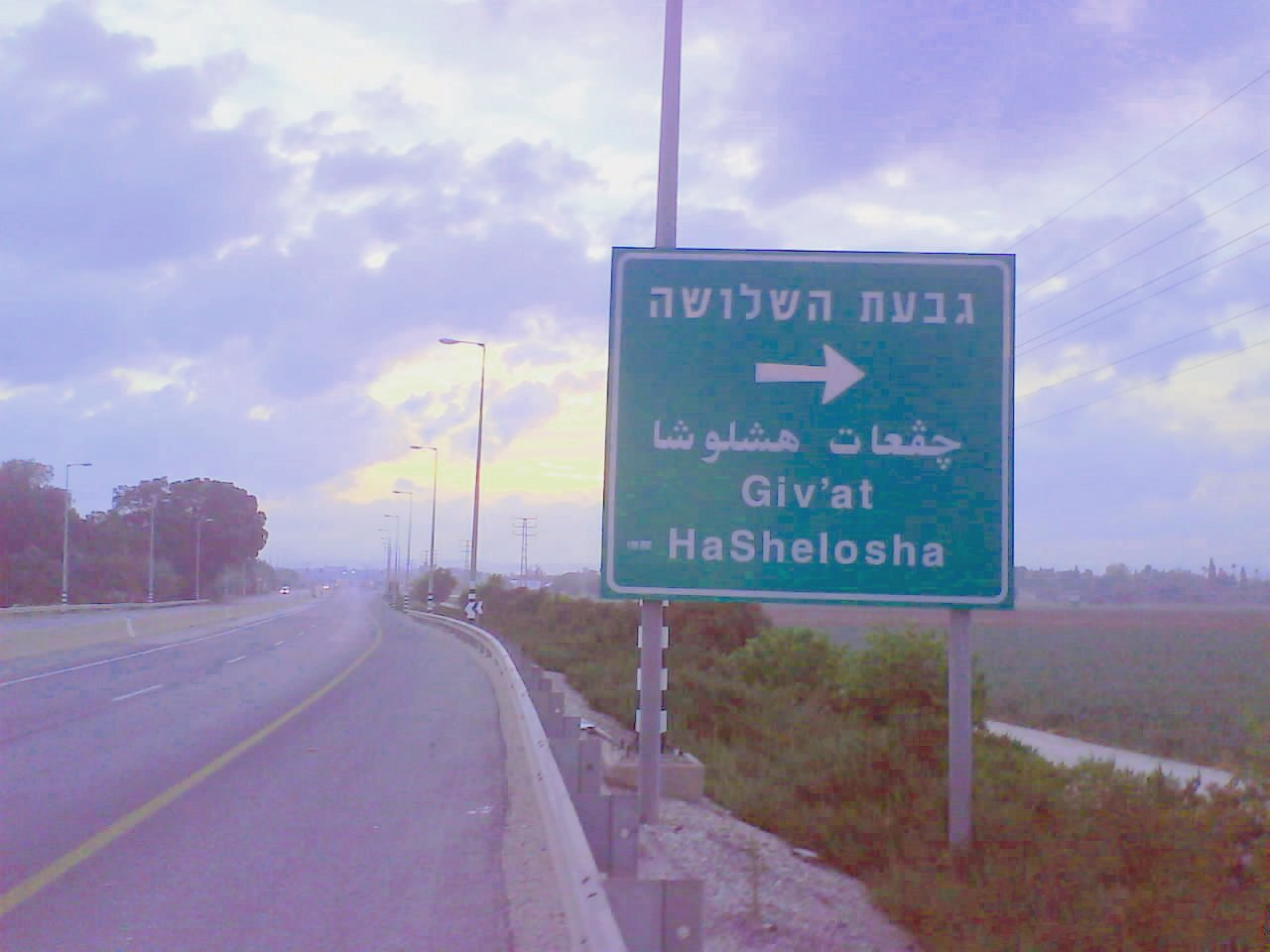
Въезд в кибуц Гиват-ха-Шлоша

- Шоссе №  /квиш хоцей Исраэль, или дорога Ицхака Рабина / — 110 км/ч скоростная дорога, платная.
- Шоссе №  /квиш махцавот / — до перекрестка Бен-Шемен
- Шоссе №  — Рош-ха-Айин — Петах-Тиква

## Известные люди
- Ицхак Рабин — в течение 2 лет он преподавал в местной сельскохозяйственной школе.
- Натан Йонатан — В Гиват-ха-Шлоша прошло его детство. В дальнейшем пейзажи кибуца нашли отражение в поэзии Йонатана.